# World of Tomorrow – Die Vernichtung hat begonnen
World of Tomorrow – Die Vernichtung hat begonnen ist ein US-amerikanischer Science-Fiction-Mockbuster von James Kondelik aus dem Jahr 2014.

## Handlung
Der geschieden lebende Feuerwehrmann Chris Meher muss seine Tochter Lindsey an ihrem gemeinsamen freien Tag allein lassen, da ein Meteoritenschauer in der Vornacht zahlreiche Brände verursacht hat. Wissenschaftlerin Dr. Gordon informiert unterdessen das US-Militär, dass sich der Erde ein Asteroid nähert, dessen Größe ein Viertel des Mondes umfasst. Der Asteroid wird in weniger als 48 Stunden mit der Erde kollidieren und alles Leben auslöschen. Das Militär entscheidet sich, eine Weltraummission zu starten, die den Asteroiden mittels Sprengkörpern zerstören soll. Die Mission soll von Captain James Wheeler geleitet werden, der jedoch seit zwei Jahren als labil gilt, hat er damals doch einen seiner Männer bei einem Einsatz verloren. Nur die Ankündigung, dass ohne seine Hilfe die gesamte Menschheit sterben wird, lässt ihn schließlich die Mission leiten. An ihr nimmt auch Dr. Gordon teil.
Mit Hilfe eines modernen Shuttles gelangt die Gruppe auf den Asteroiden, stellt jedoch in einer Höhle fest, dass es sich nicht um einen Asteroiden, sondern um das Mutterschiff von Außerirdischen handelt. Die Gruppe wird von runden Miniraumschiffen der Aliens angegriffen und beim Kontakt mit den Strahlen teleportiert. Sie finden sich kurz darauf auf dem Planeten der Alien wieder. Die Erde wird unterdessen von zahlreichen Alien-Raumschiffen angegriffen. Chris telefoniert mit seiner Tochter und erfährt, dass sie in einem Bürogebäude vor den schwebenden Kugelraumschiffen Schutz gesucht hat. Chris eilt ihr zu Hilfe, verliert dabei nach und nach seine gesamte Feuerwehrbesatzung und wird schließlich Augenzeuge, wie Lindsey durch ein Raumschiff teleportiert wird und verschwindet. Er begibt sich zum Armeestützpunkt, der als sicher gilt.
Auf dem Alienplaneten wollen James und seine Gruppe ein Notsignal an die Erde senden, doch benötigt die Ausrüstung eine Stunde, um zu laden. Die Gruppe sieht, wie Aliens Menschen in ihre Festung bringen. James gibt die Anweisung, die Menschen zu befreien. Die Gruppe dringt in die Alienfestung ein, wird von Außerirdischen angegriffen und dezimiert. James erwacht kurze Zeit später und wird Augenzeuge, wie Sgt. Clayton von einem Alien bestialisch ermordet wird. Er sieht Dr. Gordon in einem Käfig gefangen, kann sie jedoch nicht befreien. Ein Alien bringt James zur Alienkönigin und James erfährt so, dass sie die letzte Königin der Alienrasse ist, die aussterben wird. Daher begeben sich die Aliens auf verschiedene Planeten und „ernten“ dortige Bewohner, um weiterzuleben. James kann sein Wissen an Dr. Gordon weitergeben, die jedoch kurz darauf getötet wird. Schließlich ist James der einzige Überlebende seiner Gruppe. Es gelingt ihm, zum Funksender zu gelangen und sein Wissen über die Aliens an die Erde zu funken, bevor auch er getötet wird.
Auf der Erde bereiten die Soldaten auf Basis von James’ Bericht die Rettung der Menschheit vor. Es werden zwei Teams gebildet: Eines soll auf den Alienplaneten teleportiert werden und die dort gefangenen Menschen befreien und auf die Erde zurückbringen. Ein zweites Team soll den Asteroiden zerstören, der als Portal von Alienplanet zu Erde dient. Der Asteroid wird erfolgreich mit einer Atombombe beschossen, doch platzt nur die äußere Hülle ab und legt das Mutterschiff frei. Chris und die andere Gruppe befreien zwar einige Menschen, doch werden alle Mitglieder der Gruppe nach und nach getötet. Chris gelingt es, Lindsey zu finden, die verletzt wird. Er flüchtet mit ihr aus der Alienfestung, nur um sich einige Meter weiter von Hunderten Aliens umzingelt zu sehen. Während Lindsey ihn bittet, aufzugeben, da sowieso alles vorbei sei, stellt sich Chris dennoch nur mit einer Feuerwehraxt bewaffnet den Aliens entgegen.

## Produktion
World of Tomorrow – Die Vernichtung hat begonnen wurde von der Produktionsfirma The Asylum realisiert, die für Mockbuster großer Hollywood-Produktionen bekannt ist. Der Originaltitel Age of Tomorrow spielt in dem Fall auf Edge of Tomorrow (u. a. mit Tom Cruise und Emily Blunt) an, in dem es ebenfalls um den Angriff von Aliens auf die Erde geht. Die Kostüme von World of Tomorrow – Die Vernichtung hat begonnen schuf Bill Hanstock, die Filmbauten stammen von Vincent Albo. Die Dreharbeiten fanden unter anderem in Los Angeles statt.
Der Film erschien jeweils kurz nach dem weltweiten Kinostart von Edge of Tomorrow, der zwischen dem 28./29. Mai (u. a. Deutschland) und 6. Juni 2014 (u. a. USA) erfolgte. heraus: Am 30. Mai 2014 erschien World of Tomorrow – Die Vernichtung hat begonnen in Deutschland auf DVD und wurde am 10. Juni 2014 auch in den USA auf DVD veröffentlicht.

## Kritik
JoBlo.com befand, dass der Film mittelmäßige The-Asylum-Qualität habe, so sei er zwar nicht gut, aber andererseits auch nicht außergewöhnlich schlecht. Eine „teils atmosphärische Alien-Trash-Invasion sorgt für den gepflegten Trash-Abend!“, befand hitfilms.de.